# بيل مورو (سياسي)
بيل مورو (بالإنجليزية: Bill Morrow)‏ هو ضابط وسياسي أمريكي، ولد في 19 أبريل 1954. حزبياً، نشط في الحزب الجمهوري. وقد انتخب عضو مجلس ولاية كاليفورنيا وانتخب عضو جمعية ولاية كاليفورنيا.